# Закрытая система (физика)
Закры́тая систе́ма — термодинамическая система, которая может обмениваться с окружающей средой теплом и энергией, но не веществом, в отличие от изолированной системы, которая не может обмениваться с окружающей средой ничем, и открытой системы, которая обменивается с другими телами как теплом и энергией, так и веществом.
Если закрытая система проста, то есть содержит только один тип элементов (атомов или молекул), то количество этих элементов является постоянной величиной. Тем не менее, в системах, в которых могут идти химические реакции, могут существовать самые разные виды молекул, которые образуются и уничтожаются в процессе реакции. Поэтому, система остаётся закрытой в том случае, если общее количество каждых элементарных атомов сохраняется, независимо от того, частью какого типа молекул они являются.
Математически для каждого элемента в системе: {\displaystyle \sum _{j=1}^{m}a_{ij}N_{j}=b_{i}^{0}}, где

{\displaystyle N_{j}} — количество молекул типа j, 

{\displaystyle a_{ij}} — количество атомов элемента i в молекуле j, и 

{\displaystyle b_{i}^{0}} — общее количество атомов элемента i в системе, которое остается постоянным, так как система закрытая.